# Xã Canton, Quận Kingman, Kansas
Xã Canton (tiếng Anh: Canton Township) là một xã thuộc quận Kingman, tiểu bang Kansas, Hoa Kỳ. Năm 2010, dân số của xã này là 109 người.